# Verfassung von Mauretanien
Die Verfassung von Mauretanien (en.: Constitution of Mauritania, fr.: Constitution de la Mauritanie; ar.: دستور موريتانيا, DMG Dustūr Mūrītāniyā) ist die Verfassung des nordafrikanischen Staates Mauretanien. Seit der Unabhängigkeit Mauretaniens 1960 wurden mehrfach verschiedene Verfassungen erlassen. Die heute gültige Verfassung wurde am 12. Juli 1991 angenommen.

## Heutige Verfassung
Mauritaniens derzeitige Verfassung wurde am 12. Juli 1991 angenommen. Unter dieser Verfassung ist der Islam die Staatsreligion und der Präsident muss selbst Muslim sein.
Die Verfassung sieht außerdem allgemeines, gleiches und geheimes Wahlrecht bei den Wahlen zum Präsidenten und zum Parlament vor, sei es direkt oder indirekt, sowie den Schutz öffentlicher und individueller Freiheiten, einschließlich des Rechts, politische Parteien zu gründen, des Schutzes vor Sklaverei, des Streikrechts und des Eigentumsrechts. Zu den ausdrücklich aufgeführten geschützten Freiheiten gehören die Bewegungsfreiheit, die Meinungsfreiheit, die Versammlungs- und Vereinigungsfreiheit, das Handelsrecht und das Recht auf geistiges Schaffen.
Gemäß der Verfassung wird der Präsident in allgemeiner direkter Wahl gewählt und ist mit der Exekutivgewalt ausgestattet, darunter dem Oberbefehl über die Streitkräfte, dem Recht, zivile und militärische Ämter zu besetzen sowie Gesetze zu verkünden und auszuführen. Er unterliegt Beschränkungen durch das Parlament. Das Parlament besteht gemäß der Verfassung aus einer Nationalversammlung und einem Senat, deren Mitglieder aufgrund ihrer Stimmen Immunität vor Strafverfolgung genießen. Die Verfassung sieht Situationen vor, in denen der Präsident eine außerordentliche Sitzung des Parlaments einberufen kann.
Die Verfassung schreibt außerdem die Unabhängigkeit der Justiz und den Schutz vor willkürlicher Inhaftierung vor sowie die Einrichtung eines Obersten Gerichtshofs Mauretaniens.
Ein Hoher Islamischer Rat, ein Wirtschafts- und Sozialrat sowie eine Nationale Kommission für Menschenrechte sind laut Verfassung ebenfalls als beratende Gremien vorgesehen.
Ein Referendum im Jahr 2006 brachte die ersten Änderungen dieser Verfassung.

## Frühere Verfassungen

### Verfassung von 1961
Unmittelbar nach der Ausrufung der Islamischen Republik Mauretanien im Oktober 1958 änderte die Territorialversammlung ihren Namen in Verfassunggebende Versammlung und begann sofort mit der Ausarbeitung einer nationalen Verfassung. Das Dokument wurde im März 1959 von der Verfassunggebenden Versammlung einstimmig anstelle der französischen Verfassung angenommen, und am 28. November 1960 erklärte Mauretanien seine Unabhängigkeit. Sie wurde am 20. Mai 1961 ratifiziert.
Die Verfassung von 1961 spiegelte deutlich den Einfluss der Verfassung der Fünften Französischen Republik wider, in ihrem Bekenntnis zu liberalen demokratischen Prinzipien und unveräußerlichen Menschenrechten, wie sie in der Erklärung der Menschenrechte von 1789 und in der Allgemeinen Erklärung der Menschenrechte zum Ausdruck kommen. Darüber hinaus unterstrich die Verfassung das entschlossene Streben des Staates nach Unabhängigkeit und Einheit, indem sie den Islam zur offiziellen Religion erklärte. Etwas ironischerweise wurde auch die Religionsfreiheit garantiert. Die strikte Einhaltung beider Prinzipien hätte zu Konflikten führen können, insbesondere auf dem Gebiet der Rechtsprechung; in der Praxis versuchte die Regierung jedoch mit akzeptablem Erfolg, die Anforderungen beider auszubalancieren.
Gemäß der Verfassung bestand die Regierung aus drei Zweigen: Exekutive, Legislative und Judikative. Die Exekutive wurde vom Präsidenten der Republik geleitet und umfasste von ihm ernannte Minister sowie die Verwaltungsbürokratie. Der Präsident wurde in allgemeiner Wahl für eine Amtszeit von fünf Jahren gewählt und konnte für eine unbegrenzte Zahl von Amtszeiten im Amt bleiben. Von 1966 bis zum Putsch 1978 mussten alle Kandidaten für das Amt von der Parti du Peuple Mauritanien (PPM) nominiert werden, mindestens 35 Jahre alt sein und alle politischen und bürgerlichen Rechte ausüben können. In scharfem Gegensatz zu ihrem französischen Vorgänger stärkte die mauretanische Verfassung die Macht des Präsidenten, indem sie diese mit dem Amt des Premierministers verband, während die Nationalversammlung ihm untergeordnet wurde. Wie ein Premierminister nahm der Präsident an Gesetzgebungsprozessen teil, die sonst in die Domäne der Nationalversammlung gefallen wären. Gleichzeitig untersagte die Verfassung dem Präsidenten die Auflösung der Nationalversammlung und sprach der Versammlung auch das Recht vor, den Präsidenten durch ein Misstrauensvotum abzusetzen.
Insgesamt ähnelte die Verfassung denen anderer frankophoner afrikanischer Staaten, die ebenfalls unter dem Einfluss der Fünften Republik von General Charles de Gaulle und als Reaktion auf das wahrgenommene Bedürfnis nach einer starken, zentralisierten Führung angenommen wurden. Angesichts der stark fragmentierten politischen Systeme, die zu dieser Zeit für weite Teile Afrikas südlich der Sahara typisch waren, wurde ein System von Kontrollen und Gegengewichten jedoch als zu schwerfällig für die unmittelbar anstehenden Aufgaben angesehen.
Zu den weiteren Befugnissen des Präsidenten gehörten das Kommando über die Streitkräfte, die Ernennung von Beamten, Militäroffizieren, Richtern und Botschaftern, die Ratifizierung von Verträgen und anderen internationalen Abkommen, die Einleitung oder Änderung von Gesetzen, die Einholung von Gutachten des Obersten Gerichtshofs zu Gesetzesvorschlägen und die Ausübung eines vorübergehenden Vetorechts bei Gesetzen. Die vielleicht größte Macht des Präsidenten lag in seinem Recht, in Zeiten der Gefahr den Notstand auszurufen und außerverfassungsmäßige Befugnisse auszuüben.
Die Nationalversammlung war dem Präsidenten untergeordnet. Bei der Unabhängigkeit zählte die Versammlung 40 Abgeordnete, die alle in allgemeiner Wahl für eine Amtszeit von fünf Jahren gewählt wurden. Bis 1971 war ihre Zahl auf 50 und bis 1975 auf 78 angewachsen, einschließlich der neuen Abgeordneten aus Tiris al-Gharbiyya (arabisch تيرس الغربية), dem annektierten Teil der Westsahara. Der Präsident der Versammlung war die zweithöchste Position in der Regierung und häufig der Mittelpunkt der traditionalistischen Opposition gegen Moktar Ould Daddah. Neben drei Vizepräsidenten und zwei Sekretären wurde der Präsident der Versammlung aus den Reihen der Abgeordneten gewählt. Die begrenzte Macht der Versammlung leitete sich aus Art. 39 der Verfassung ab und umfasste die Formulierung umfassender Richtlinien zu Landesverteidigung, Bildung, Arbeit und öffentlicher Verwaltung. Die Versammlung war auch für die Gesetzgebung in Bezug auf Bürgerrechte und Steuern zuständig. Alle anderen gesetzgebenden Befugnisse, einschließlich der Umsetzung spezifischer politischer Entscheidungen, fielen dem Präsidenten zu. Im Allgemeinen unterstrich Daddahs Umgang mit politischen Angelegenheiten das Ungleichgewicht zwischen den beiden Gewalten. Obwohl der Präsident beispielsweise verpflichtet war, der Nation jährlich Rechenschaft abzulegen und der Versammlung ergänzende Erklärungen vorzulegen, entschied er allein, welche Informationen er den Gesetzgebern mitteilte, die ihn nicht zu mehr Offenheit zwingen konnten. Der Präsident konnte die Legislative auch vollständig umgehen, indem er Gesetzesvorschläge einem Referendum unterwarf. Schließlich beschränkte die relativ kurze Sitzungsdauer der Versammlung, die auf vier Monate pro Jahr festgelegt war, die Menge an Gesetzen, die sie verabschieden konnte.
Verfassungsänderungen waren zulässig, sofern sie den Staat oder seine republikanische Regierungsform nicht bedrohten. Präsident oder Nationalversammlung konnten eine Änderung vorschlagen, die dann einer Zweidrittelmehrheit im Parlament bedurfte. Wenn die vorgeschlagene Änderung nur eine einfache Mehrheit erhielt, konnte der Präsident sie einem Referendum unterziehen. Tatsächlich war dieses letztere Verfahren nie notwendig. In den 1960er Jahren wurden zwei wichtige Änderungen verabschiedet, eine im Jahr 1965, welche die Einparteienregierung institutionalisierte, und eine zweite im Jahr 1968, welche die lokale Verwaltung, den Status der Richter und die Ernennung des Hassania-Arabisch zur Amtssprache betraf.
Obwohl die Verfassung kein System der gegenseitigen Kontrollen vorsah, hatte die Versammlung drei Möglichkeiten, die Macht des Präsidenten einzuschränken. Erstens konnte sie beantragte Haushaltsmittel ablehnen, obwohl der Präsident das Haushaltsveto der Versammlung umgehen konnte, indem er einfach einen vorläufigen Haushalt auf der Grundlage der Gesamteinnahmen des Vorjahres verkündete. Zweitens konnte die Versammlung, wenn sie eine Zweidrittelmehrheit aufbringen konnte, den Präsidenten oder einen seiner Minister wegen Hochverrats oder Verschwörung gegen den Staat anklagen. Der Oberste Gerichtshof, ein vom Präsidenten ernanntes Gremium, würde in solchen Fällen über die Anklage entscheiden. Schließlich konnte die Versammlung ein Veto des Präsidenten de facto außer Kraft setzen, wenn das Gesetz nach einer zweiten Lesung eine absolute Mehrheit in der Versammlung erhielt und vom Obersten Gerichtshof für verfassungsmäßig erklärt wurde.

### Verfassungsentwurf 1980
Das Militärregime, welches Daddah im Juli 1978 stürzte, schaffte die am 20. Mai 1961 ratifizierte Verfassung ab. Im Dezember 1980 verkündete Mohamed Khouna Ould Haidalla dann überraschend die Rückkehr zur Zivilregierung und erließ eine neue provisorische Verfassung. Dieser Verfassungsentwurf sah ein Mehrparteiensystem und Vereinigungsfreiheit vor, Bestimmungen, von denen Haidalla hoffte, sie würden die Unterstützung der Gewerkschaftsbewegung finden. Nach einem gescheiterten Putschversuch im März 1981 durch ehemalige Mitglieder der Militärregierung nahm Haidalla jedoch Abstand von seinem Vorhaben, Mauretanien zur Zivilregierung zurückzuführen, und verwarf den Verfassungsentwurf.

### Verfassungscharta 1985
Die Verfassungscharta des Comité militaire de salut national (Militärkomitee zur Nationalen Rettung, CMSN), die am 9. Februar 1985 verkündet wurde, diente als De-facto-Verfassung. Die Charta beseitigte eindeutig alle in der Verfassung von 1961 verkörperten demokratischen Voraussetzungen. Gleichzeitig verpflichtete sie sich zur Einhaltung der Allgemeinen Erklärung der Menschenrechte von 1948 und der Charta der Vereinten Nationen (UN), der Organisation für Afrikanische Einheit (OAU) und der Liga der Arabischen Staaten (Arabische Liga). Die Charta erklärte auch den Islam zur Staatsreligion und die Scharia zur einzigen Rechtsquelle. Art. 14 kündigte jedoch eine Rückkehr zu demokratischen Institutionen und eine neue Verfassung an, die der Verfassung von 1961 ähneln sollte.
Zu den grundlegenden Befugnissen und Verantwortlichkeiten des CMSN, die in Art. 3 der Charta umrissen sind, gehörten die Festlegung der allgemeinen Landespolitik, der Erlass von Verordnungen zur Umsetzung der Politik, die Überwachung der Regierungsmaßnahmen, die Ratifizierung internationaler Abkommen und die Gewährung von Amnestie, außer in Fällen von Vergeltung und religiösen Verbrechen. Die Art. 4 bis 10 bezogen sich auf die interne Organisation des CMSN und die Präsidentennachfolge. Die Mitglieder wurden per Verordnung des CMSN nominiert, und das CMSN allein entschied über die Verfahren zur Durchführung seiner Geschäfte. Zum CMSN gehörte auch der Ständige Ausschuss, der aus allen in Nouakchott stationierten CMSN-Mitgliedern bestand. Der Ständige Ausschuss trat alle 15 Tage zu einer ordentlichen Sitzung zusammen und zu einer außerordentlichen Sitzung, wenn er vom Präsidenten einberufen wurde. Das CMSN musste alle drei Monate zu einer ordentlichen Sitzung zusammentreten und zu einer außerordentlichen Sitzung, wenn es vom Präsidenten nach Genehmigung des Ständigen Ausschusses einberufen wurde oder wenn ein Drittel der Mitglieder dies beantragte. Bei einer vorübergehenden Abwesenheit des Präsidenten würde der Präsident des CMSN ein Mitglied des Ständigen Ausschusses zur Wahrnehmung der routinemäßigen Staatsgeschäfte ernennen. Bei einer vorübergehenden Verhinderung des Präsidenten würde der Ständige Ausschuss eines seiner Mitglieder zur Wahrnehmung der Staatsgeschäfte für einen Zeitraum von höchstens einem Monat ernennen. Im Falle des Todes des Präsidenten oder einer längeren Verhinderung würde der Ständige Ausschuss eines seiner Mitglieder bestimmen, das die Aufgaben des Präsidenten für eine Woche wahrnimmt. Danach würde das gesamte CMSN aus seiner Mitte einen neuen Präsidenten ernennen.
Art. 11 und 12 legten fest, wie der Präsident zivile und militärische Regierungsmitglieder nominierte. Als Staatsoberhaupt und Oberbefehlshaber der Streitkräfte nahm der Präsident alle Nominierungen für zivile und militärische Posten sowie für Regierungsmitglieder vor. Ebenso konnte er einen ernannten Kandidaten jederzeit entlassen. Die letzten vier Artikel der Verfassungscharta befassten sich mit der Aufrechterhaltung der öffentlichen Ordnung und der Durchsetzung der CMSN-Verordnungen.
Eine zweite Verordnung, die gleichzeitig mit der Charta erlassen wurde, regelte die interne Organisation des CMSN und ergänzte die Charta. Die Präambel dieser Verordnung sprach dem CMSN eindeutig nationale Souveränität und Legitimität zu, allerdings nur bis zu seiner Ersetzung durch demokratische Institutionen.
Die ersten drei Artikel legten die Mitgliedschaft und den Rang im CMSN de jure fest und grenzten die Beziehung zwischen Regierungs- und CMSN-Mitgliedern ab. Mitglieder des CMSN hatten einen höheren Rang als Regierungsmitglieder. Dementsprechend durfte kein Mitglied des CMSN bei der Ausübung seiner offiziellen Pflichten angeklagt, durchsucht, verhaftet, festgehalten oder vor Gericht gestellt werden. Kein Mitglied durfte ohne Genehmigung des gesamten CMSN oder des Ständigen Ausschusses in Strafsachen oder bei geringfügigen Vergehen verhaftet oder angeklagt werden, es sei denn, es wurde auf frischer Tat ertappt.
Der zweite Artikel befasste sich mit der Auswahl und den Aufgaben des Präsidenten des CMSN, der in geheimer Abstimmung von einer Zweidrittelmehrheit seiner Mitglieder gewählt wurde und auf die gleiche Weise abgesetzt werden konnte. Der Präsident leitete die Debatten und stellte sicher, dass der Ständige Ausschuss die Satzung und die Vorschriften des Ausschusses einhielt. Er kontrollierte auch die Debatten und konnte die Sitzung jederzeit unterbrechen. Intern umfasste das CMSN fünf beratende Kommissionen, die sich mit kulturellen und sozialen Angelegenheiten, Sicherheitsfragen, öffentlichen Arbeiten und Entwicklung, Wirtschaft und Finanzen sowie Bildung und Justiz befassten. Die Kommissionen überwachten die Umsetzung der Politik in ihren jeweiligen Bereichen.
In Wirklichkeit war das CMSN im Jahr 1987 ein Zirkel von Offizieren, von denen die meisten Mauren waren, die eine Vielzahl von manchmal sich überschneidenden und manchmal getrennten Unternehmens- und ethnischen Interessen vertraten. Rang, Status und Einfluss der Mitglieder variierten stark. In Debatten, die im Konsens entschieden wurden, war es unwahrscheinlich, dass die Meinungen und Positionen der anerkannten „großen Männer“ von Mitgliedern mit niedrigerem Status offen in Frage gestellt wurden, die sich stattdessen an heimlichen Manövern oder Intrigen hinter den Kulissen beteiligten. Das mächtigste Mitglied des CMSN in den späten 1980er Jahren war Oberst Maaouya Ould Sid’Ahmed Taya, der oft als fleißig und engagiert beschrieben wurde und dessen Erfolge eher das Ergebnis von Zielstrebigkeit als von politischem Ehrgeiz waren. Die zweitmächtigste Figur war der Minister für Inneres, Information und Telekommunikation, Oberstleutnant Djibril Ould Abdallah, der oft als „Tayas starker Mann“ (Killer, „Taya’s strongman“) beschrieben wurde.
Die Militärregierung operierte durch ein Kabinett, dessen Mitglieder – sowohl zivile als auch militärische – vom Präsidenten ernannt wurden, vermutlich nach Rücksprache mit Mitgliedern des CMSN. 1987 waren etwa ein Drittel der fünfzehn Kabinettsminister auch Mitglieder des CMSN, obwohl sich dieses Verhältnis mit jeder Kabinettsumbildung änderte. Die Kabinettsmitglieder waren für die Umsetzung der vom CMSN initiierten Politik verantwortlich.